# Вулиця Грабовського (Львів)
Вулиця Грабо́вського — вулиця у Галицькому районі Львова, в місцевості Цитадель, що сполучає вулиці Коперника та Коцюбинського та остання є уявним продовженням вулиці Грабовського та прямує до вул. Вітовського.
Прилучаються вулиці Колесси, Лукіяновича, Карла Звіринського.

## Історія
Ще до 1825 року мала назву вулиця Святого Лазаря, на згадку про костел та шпиталь святого Лазаря, що розташовані на початку вулиці. Під час німецької окупації: від листопада 1941 року — Лязарусґассе, від 1942 року — Горнунґштрассе. У повоєнний час спочатку була повернена довоєнна назва, але вже у жовтні 1945 році перейменована на вулицю Писарєва, на честь російського публіциста та літературного критика Дмитра Писарєва. 1946 року вулиця отримала свою сучасну назву — Грабовського, на пошану відомого українського поета, лірика, публіциста, перекладача Павла Грабовського.

## Забудова

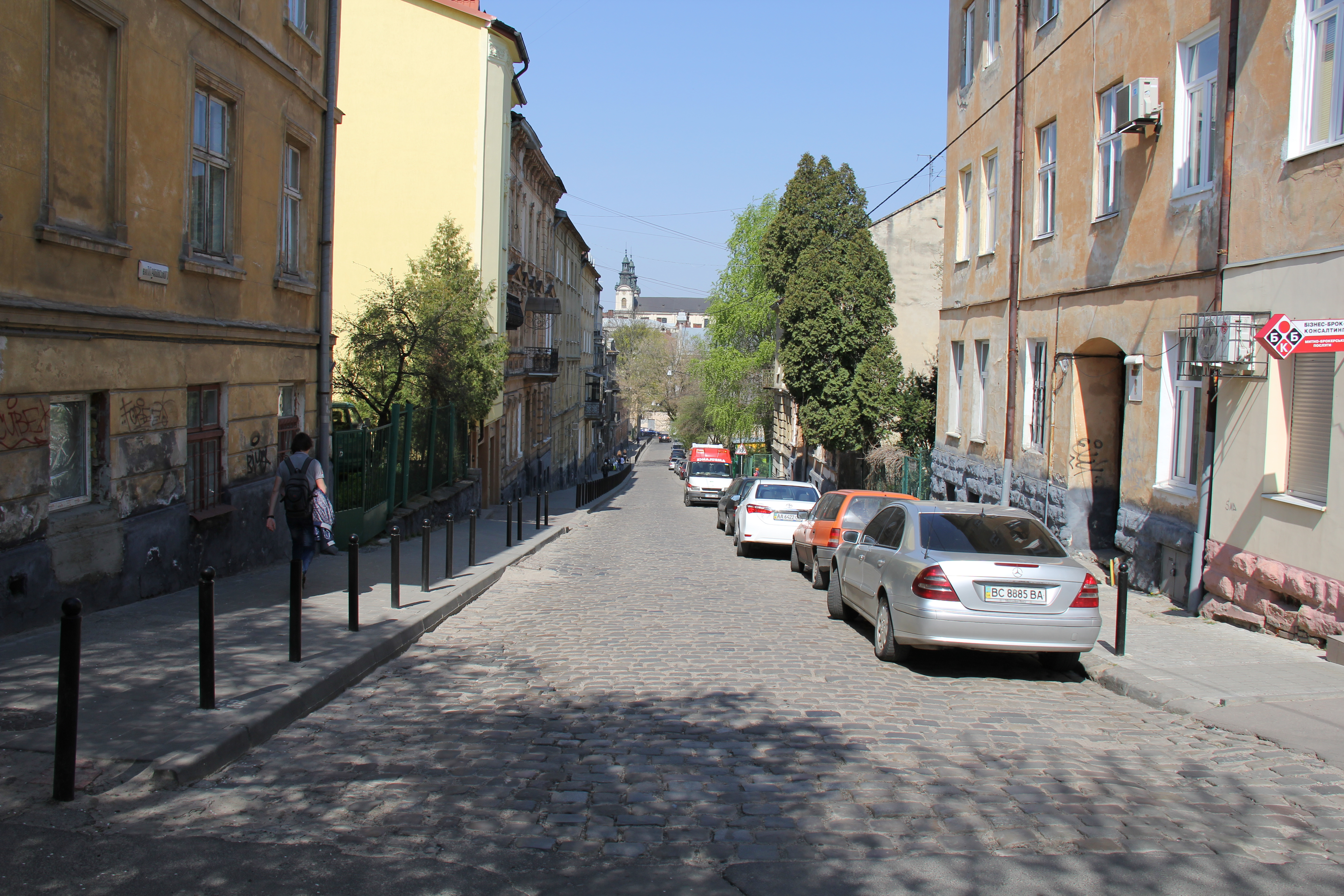
Вигляд на вулицю Павла Грабовського зі Львівської цитаделі

Забудова вулиці: класицизм, сецесія, конструктивізм 1930—1960-х роках. Декілька будинків на вулиці внесені до реєстру пам'яток архітектури місцевого значення, а комплекс оборонних споруд Львівської цитаделі має статус пам'ятки історії національного значення.
№ 1 (давня адреса — вул. Ходоровського, 3) — триповерховий будинок у 1901 році був придбаний відомим українським оперним співаком та меценатом Олександром Мишугою. Цей будинок був власністю акційної спілки Івана Левинського. Згодом керівництво спілки передало приміщення на вигідних умовах товариству «Українська ремісничо-промислова бурса» у Львові, яке діяло тут до 1939 року.
№ 3 — будівля, споруджена у 1970-х роках, де від радянських часів міститься дошкільний навчальний заклад ясла-садок № 21 «Віночок», розрахований на 140 дітей. 2017 року проведено капітальний ремонт пралень, харчоблоків та огорожі установи за сприяння Львівської обласної ради в рамках програми проведення обласного конкурсу мікропроєктів місцевого розвитку спільно з ЛМР, ініціативною групою ДНЗ № 21 та ПП «Галпрофбуд».
№ 5 — двоповерховий житловий будинок, збудований 1896-97 рр.[джерело?]. Його власником близько 1900 року був банкір Костянтин Адамович. Половина будинку здавалась у найм. У 30-х будинком володів пан Лем-Фрахт Мехель і також здавав житло. Є відомості, що маєток мав конюшню. Над імовірним входом до конюшні зберігся дерев'яний різний дашок.[джерело?]
№ 6 — будинок з атлантами. Ймовірно, що авторство скульптур атлантів, які прикрашають вхід та бічну частину кам'яниці належить відомому українському скульптору Петрові Війтовичу. На жаль, самі атланти на фронтальній частині пошкоджені — проте на боковій частині в гарному стані. Житловий будинок, внесений до Реєстру пам'яток архітектури місцевого значення під охоронним № 1232-м.
№ 6а — житловий будинок, споруджений у 1936 році. Внесений до Реєстру пам'яток архітектури місцевого значення під охоронним № 1233-м.
№ 7 — за Польщі у цьому одноповерховому будиночку містилася майстерня металевих виробів Рудольфа Пехатого.
№ 8 — житловий будинок. Внесений до Реєстру пам'яток архітектури місцевого значення під охоронним № 1234-м.
№ 11 — Львівська цитадель, фортифікаційна споруда, зведена у 1850—1856 роках та складається з триповерхового корпусу казарм, торцями розташованого на схід-захід та шести веж Дві масивні, квадратні в плані вежі з аттиковим завершенням (аттик з зубцями) фланкують з торців корпус казарм. На північ і південь від корпусу казарм, на незначній віддалі одна від одної, розташовано чотири максиміліанські вежі (або артилерійські вежі системи Монталамберга).
На початку першої світової війни, а саме 1914 року австрійські війська без опору залишили Львів, а натомість увійшли російські. У 1914—1915 роках в цитаделі розміщувався російський гарнізон, а 1915 році після короткочасних сутичок на західному відтинку зовнішнього поясу міських укріплень тилові частини російської армії залишили Львів. Під час польсько-української війни цитадель зайняв український гарнізон. Для захоплення цитаделі поляки організували спеціальну бойову групу «Цитадель». Основний наступ поляків був спрямований на південну вежу. Після кількатижневих боїв, у ніч з 20 на 21 листопада вежу було захоплено і відтоді стоїть вона напівзруйнованою. У 1918—1939 роках на цитаделі був розташований 19-й полк польської піхоти «Оборонців Львова». Між малими вежами-бастіонами на початку 1920-х років було облаштовано стадіон, де відбувалися спортивні змагання та громадські імпрези. У 1928 році, до 10-ї річниці Листопадових боїв, перед входом до головної казарми встановлено двох кам'яних левів, авторства скульптора Юзефа Стажинського та архітектора Зиґмунта Гарлянда, до наших часів не збереглися. 1931 року на території цитаделі були додатково споруджені нові бараки за проєктом інженера В. Лімбергера.
Під час другої світової війни у цитаделі знаходився один з найбільших у Східній Європі концентраційний табір для військовополонених — «Шталаг 328». У повоєнні часи в цитаделі розмістили частини Прикарпатського військового округу. В одній з веж облаштували склад хімічної зброї. Згодом військових «виселили» з цитаделі та від 1970-х років в колишній будівлі казарми облаштували склади телевізорного заводу «Електрон», а з кінця 1980-х років — приміщення «Електрон-Банку». У результаті ребрендингу, який відбувся у 2008 році, фінансову установу було перейменовано з «Електрон Банк» на «Фольксбанк» (від 2013 року — «VS Bank», наприкінці 2018 року «VS Bank» приєднаний до «Таскомбанку»). Також у цьому приміщенні міститься офіс ПрАТ «Датагруп». Наприкінці 2000-х років з боку західного форту казарми знаходився символічний поховальний вінок з написом «Вбитим військовополоненим концтабору „Шталаг 328“ від російської молоді України», що зникла на початку 2010-х років. Натомість навесні 2010 року волонтерами, які очистили територію від сміття, встановлена інформаційна таблиця. У вежі-бастіоні № 1, що домінує над вул. Коперника, ще за радянських часів облаштовано фондосховище Наукової бібліотеки імені Василя Стефаника. 11 квітня 2011 року неподалік від вежі № 1 встановлено хрест в пам'ять 140 тисяч вояків Європи, які захищали свій дім, свою країну і загинули у концтаборі «Шталаг 328» у 1941—1944 роках. Сусідня вежа-бастіон № 2 («Вежа смерті»), що домінує над вул. Каліча Гора, рішенням виконкому ЛМР від 17 листопада 2003 року передана у власність ТзОВ «Галицька Цитадель». У 2006—2009 роках товариством проведено реконструкцію вежі і після завершення реконструкції відкрився готель «Цитадель Інн», при в'їзді на територію якого встановлено кам'яний пам'ятний знак «На вічну пам'ять про подію» — в пам'ять загиблих на Цитаделі, зокрема й робітникам, що працювали на будівництві готелю й загинули. Малі вежі-бастіони, що домінують на вул. Вітовського: вежа № 3 перебуває у напівзруйнованому стані, а № 4 відреставрована та від 2002 року перебуває у приватній власності.
Рішенням виконавчого комітету Львівської міської ради від 26 січня 2018 року було створено робочу групу для опрацювання концепції інтегрованого розвитку та збереження ландшафтного комплексу «Цитадель». Львівська цитадель внесена до Реєстру пам'яток архітектури національного значення під охоронним № 130026-Н та Реєстру пам'яток архітектури місцевого значення під охоронним № 724—м.
Поблизу малої Максиміліанської вежі № 3, на території Цитаделі, знаходиться земельна ділянка площею 0,3098 гектарів, яка донедавна була у власності ПП Ярового А. та використовувалася як автостоянка. На початку червня 2018 року, за згодою власника та рішення ЛМР, цю ділянку передали в оренду на 10 років ТзОВ «Сучасне місто» для обслуговування автостоянки коштом земель промисловості, транспорту, зв'язку, енергетики, оборони та іншого призначення. Водночас ЛМР надала дозвіл ТзОВ «Сучасне місто» на зміну цільового призначення землі, перевівши землі промисловості у землі житлової та громадської забудови та подальше виготовлення проекту землеустрою на ділянки на вул. Грабовського, 11. У пояснювальній записці до проєкту рішення, автором якої є відомий бізнесмен і депутат ЛМР Григорій Козловський, йдеться про те, що ТзОВ «Сучасне місто» отримує також земельну ділянку площею 3,8 га за цією ж адресою. 15 червня 2018 року Міський голова Львова Андрій Садовий ветував ухвалу «Про надання ТзОВ „Сучасне місто“» земельної ділянки та дозволу на виготовлення проєкту землеустрою щодо відведення земельних ділянок на вул. Грабовського, 11», чим призупинив дію ухвали, бо є багато запитань щодо законності виділення цих ділянок під житлову забудову, а також проєкт не пройшов громадських обговорень, не запитали думки простих львів'ян.

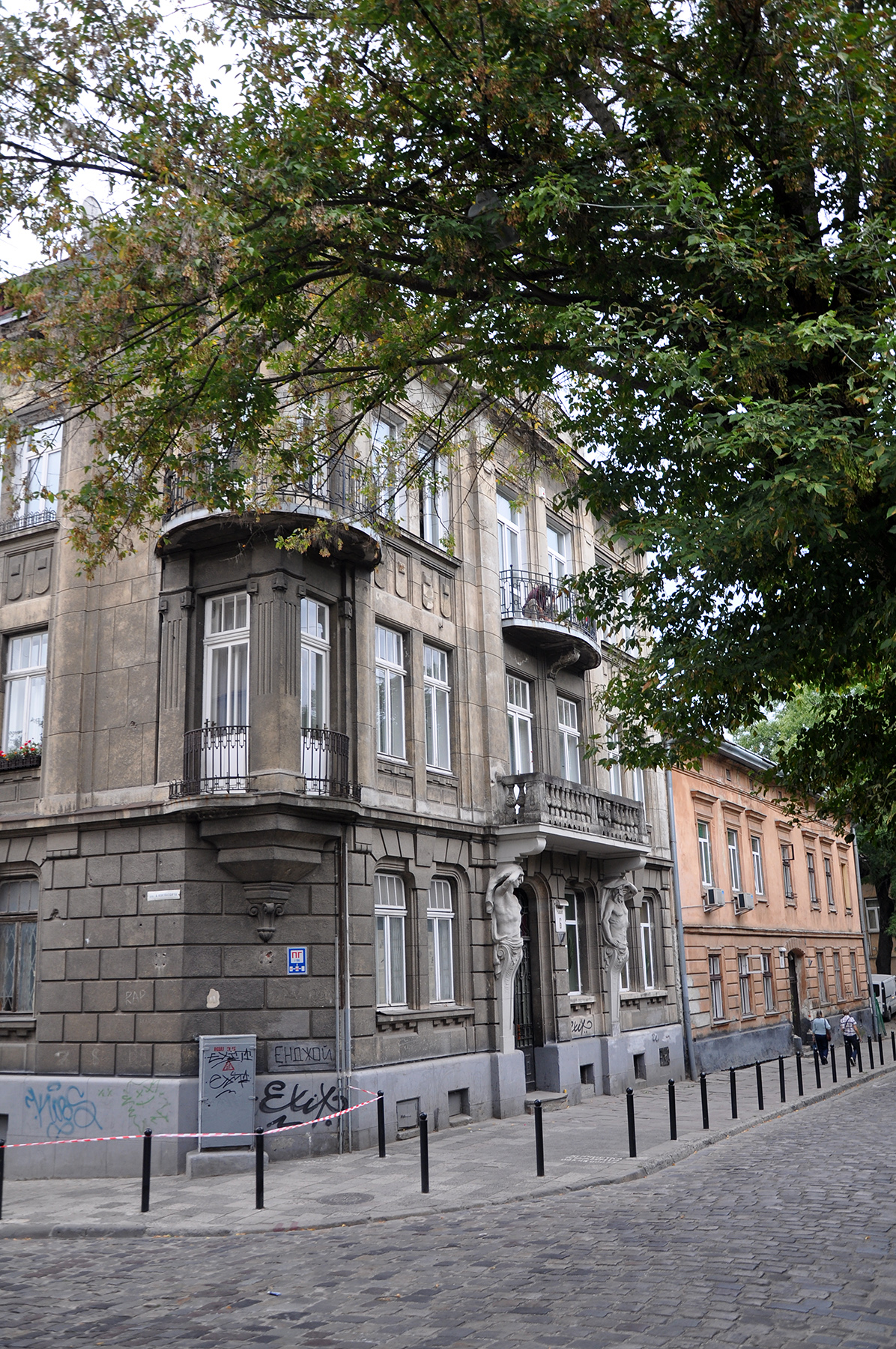
Будинок з атлантами (вул. Грабовського, 6)
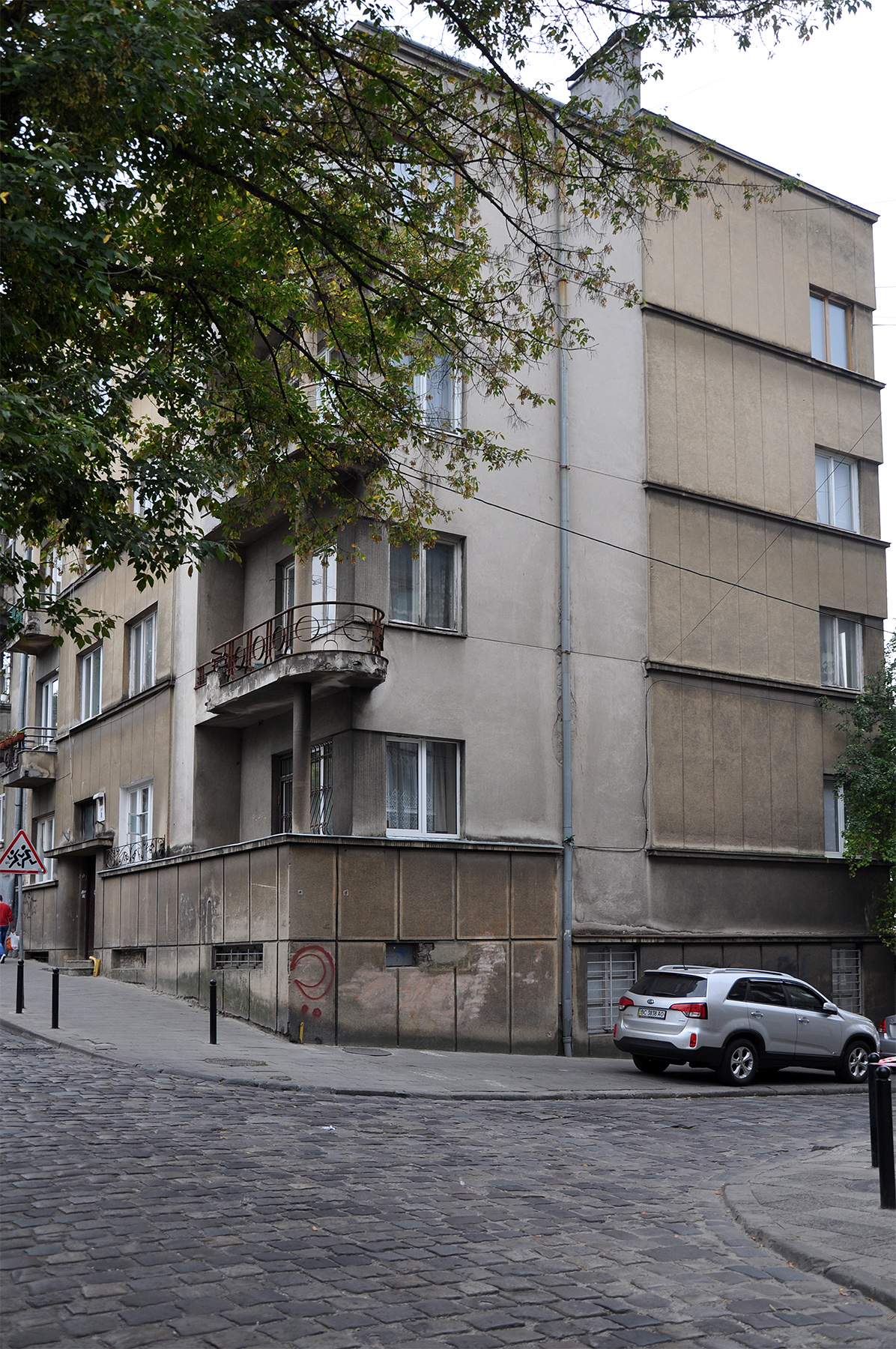
Будинок № 6a
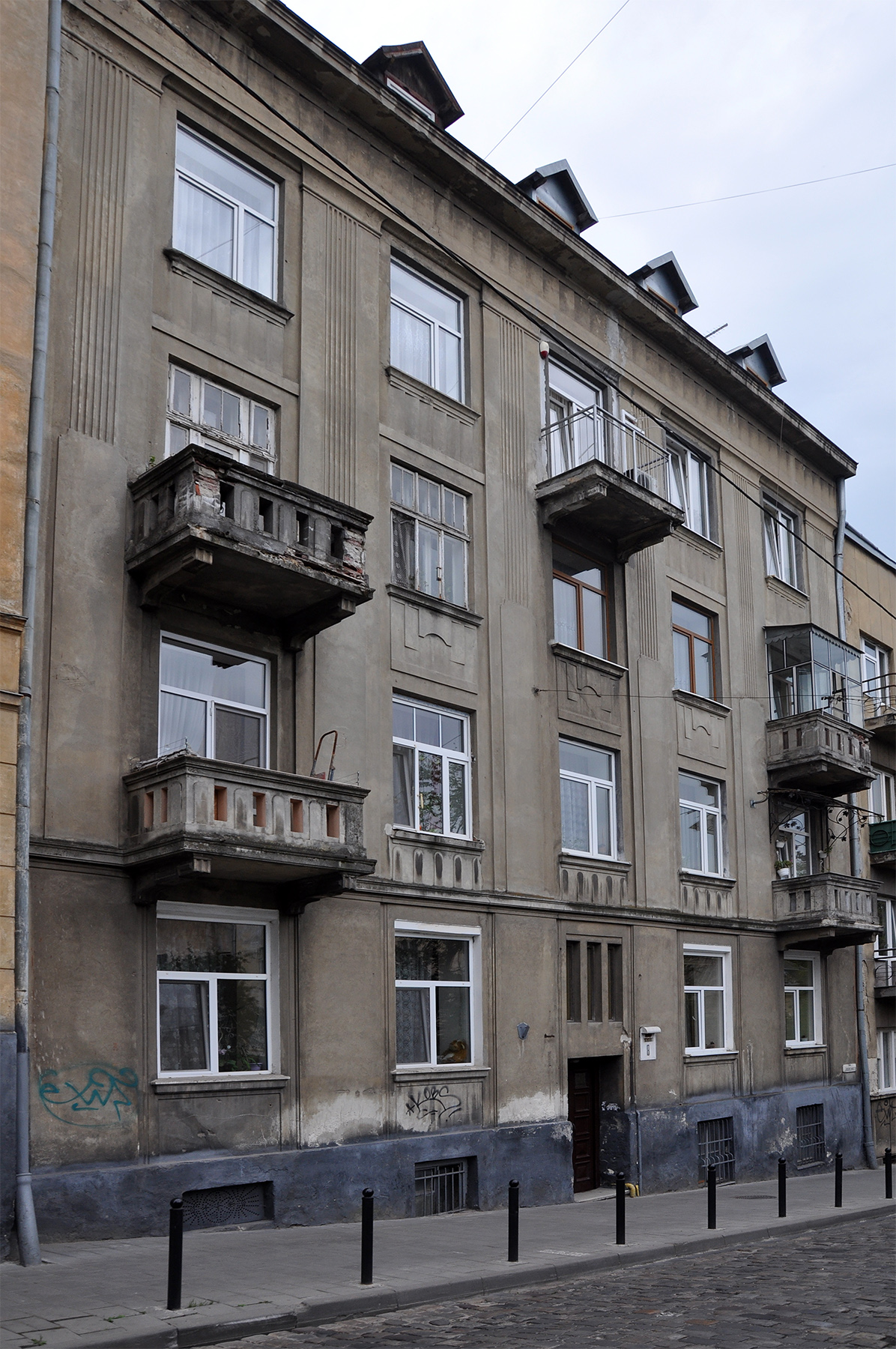
Будинок № 8